# Hale targowe w Lublanie
Hale targowe w Lublanie – zabytkowy ciąg budynków o funkcji handlowej wybudowany na nabrzeżu rzeki Ljubljanicy w Lublanie według projektu słoweńskiego architekta Jože Plečnika.

## Historia
W 1929 roku Jože Plečnik opracował plan regulacyjny miasta Lublany. Nie został on przyjęty do pełnej realizacji, jednakże wiele obiektów na terenie miasta wykonano realizując wizje Plečnika. Bezpośrednim impulsem do wybudowania hal targowych była planowana budowa nowej siedziby władz miejskich przy placu Vodnika, a co za tym idzie konieczność przeniesienia istniejącego w tym miejscu targowiska. Część wschodnia hal miała również tworzyć zamknięcie placu Vodnika przed nowym magistratem.

## Opis
Hale targowe wybudowane są wzdłuż brzegu rzeki Ljublanicy pomiędzy Trzema Mostami a Smoczym Mostem. Składają się z dwóch części przedzielonych wejściem na Most Rzeźnicki, który według niezrealizowanego projektu Plečnika miał być nakryty dachem wspartym na arkadach. Elewacja hal od strony placów Vodnika i Pogačara ma formę kolumnady, za którą znajduje się podcień z wejściem do poszczególnych sklepów. Od strony rzeki elewacja w części dolnej wykonana jest z nieregularnych kamiennych bloków, w części górnej jest otynkowana, z dużymi półkolistymi oknami. W połowie każdej części znajduje się otwarta loggia z widokiem na rzekę. Od strony Trzech mostów hala zakończona jest zadaszoną kolumnadą i kioskiem, którego kształt inspirowany jest architekturą Andrei Palladia.   